# Asteroid City
Asteroid City je americký komediální dramatický film z roku 2023, který napsal, režíroval a produkoval Wes Anderson podle námětu, který napsal s Romanem Coppolou. Ve filmu hrají Jason Schwartzman, Scarlett Johanssonová, Tom Hanks, Jeffrey Wright, Tilda Swintonová, Bryan Cranston, Edward Norton, Adrien Brody, Liev Schreiber, Hope Davis, Steve Park, Rupert Friend, Maya Hawkeová, Steve Carell, Matt Dillon, Hong Chau, Willem Dafoe, Margot Robbie, Tony Revolori, Jake Ryan a Jeff Goldblum. Děj filmu převážně sleduje divadelní hru o setkání mladých astronomů v retrofuturistické verzi městečka z roku 1955, ale tvorba hry je předmětem televizního dokumentu. Příběh je o mimozemšťanech a svědcích UFO v americké jihozápadní poušti v těsné blízkosti testovacích jaderných střelnic po druhé světové válce.

## Děj
Film se odehrává v retrofuturistické verzi 50. let 20. století. Děj je vyprávěn formou televizního dokumentu o vzniku a inscenaci divadelní hry fiktivního slavného dramatika Conrada Earpa. Zatímco samotná hra je zobrazena v širokoúhlém formátu a stylizovaných, pastelových barvách, televizní dokument je černobílý a natočený v klasickém poměru stran.

### Divadelní hra – hlavní příběh
Hlavní dějová linie sleduje události ve fiktivním pouštním městečku Asteroid City během setkání mladých astronomů. Válečný fotoreportér Augie Steenbeck přijíždí na setkání Mladý astronom se svým intelektuálně nadaným synem Woodrowem a třemi mladšími dcerami. Po poruše jejich auta kontaktuje Augie svého tchána Stanleyho s žádostí o pomoc. Stanley, který svého zetě nemá v oblibě, ho přesvědčí, aby dětem konečně řekl o nedávné smrti jejich matky, kterou před nimi dosud tajil.
V Asteroid City se Augie a Woodrow seznámí se slavnou, ale životem unavenou herečkou Midge Campbell a její dcerou Dinah, která má být stejně jako Woodrow oceněna na setkání. Mezi Augiem a Midge, stejně jako mezi Woodrowem a Dinah, postupně vzniká romantický vztah. Na setkání se sjíždějí další účastníci: pětihvězdičkový generál Grif Gibson, astronomka Dr. Hickenlooperová, tři další ocenění teenageři (Clifford, Shelly a Ricky) s rodiči (J.J., Sandy a Roger), skupina žáků základní školy s mladou učitelkou June Douglas a kovbojská kapela vedená zpěvákem Montanou.
Během slavnostního ceremoniálu u kráteru v Asteroid City se nad místem náhle objeví UFO. Mimozemšťan ukradne zbytek meteoritu, který kráter vytvořil, přičemž se Augiemu podaří bytost vyfotografovat. Generál Gibson na prezidentův pokyn uvalí na město vojenskou karanténu. Všichni obyvatelé musí podstoupit lékařská a psychiatrická vyšetření. Mezitím se rozvíjí romance mezi Montanou a June, kteří ujišťují studenty o pravděpodobně mírumilovných úmyslech mimozemšťana.
Události v Asteroid City se stanou celostátní senzací. Když se UFO znovu objeví a vrátí meteorit na původní místo, generál Gibson objeví na něm nové značky a vyvodí, že byl "inventarizován". Následné prodloužení karantény vyvolá vzpouru dětí, vědců a rodičů, kteří využijí vynálezy oceněných studentů k přemožení vojska. V epilogu hry Augie a jeho rodina opouštějí město jako poslední po oficiálním ukončení karantény. Woodrow získá stipendium a Midge zanechá Augiemu svou poštovní adresu.

### Televizní dokument – rámcový příběh
Televizní dokument prokládá děj hry příběhem o jejím vzniku. Ukazuje, jak Conrad Earp během psaní hry potkal herce Jonese Halla, který byl okamžitě obsazen do role po své první zkoušce. Jejich setkání přeroste v milostný vztah. Earp píše hru ve spolupráci s místní hereckou školou, odkud pochází většina obsazení včetně temperamentní, ale talentované herečky Mercedes Ford v roli Midge.
Během záznamu představení Hall, představitel Augieho, konfrontuje režiséra Schuberta Greena s tím, že "stále nerozumí hře". Green mu doporučuje, aby pokračoval ve stejném ztvárnění role navzdory nejistotě. Později Hall náhodně potká herečku, jejíž jediná scéna v roli Augieho manželky byla vystřižena. Její přednes vyškrtnutého textu mu poskytne nový pohled na postavu.
Šest měsíců po uvedení hry Conrad Earp umírá při automobilové nehodě.